# Beni Urriaguel
Os Beni Urriaguel, também chamados ou grafados Ait Urriaguel, Ait Ouriaghel, Aith Waryaghar, Beni Ouriaghel ou Ait Wariaghel, são uma cabila (tribo) berbere da região do Rife, no nordeste de Marrocos. Os seus territórios tradicionais atualmente constituem a província de Al Hoceima.
Foi uma das principais cabilas que participaram na Guerra do Rife contra o protetorado espanhol de Marrocos, na década de 1920. As autoridades espanholas consideraram os Urriaguel como o núcleo da insubmissão à autoridade colonial na zona oriental do protetorado. A liderança da tribo era detida principalmente pelo clã El-Khattabi, representado na pessoa de Abd el-Krim, o líder da efémera República do Rife. A capital histórica dos Beni Urriaguel era a localidade de Ajdir, na baía de Al Hoceima, embora na atualidade a cidade mais populosa dos territórios dos Beni Urriaguel seja Imzouren e Al Hoceima.
A tribo era a mais poderosa da região, mas precisou da união com as restantes tribos para proclamar a República do Rife, que estabeleceu o Rife como um estado independente e soberano.